# Аня Клінар
Аня Клінар (3 квітня 1988) — словенська плавчиня.
Учасниця Олімпійських Ігор 2004, 2008, 2012, 2016 років.
Призерка Чемпіонату Європи з водних видів спорту 2004, 2012 років.
Призерка Чемпіонату Європи з плавання на короткій воді 2010 року.